# Maison à échauguette (Billy)
Pour les articles homonymes, voir Maison à échauguette (homonymie).
La maison à échauguette est située à Billy, dans le département de l'Allier, en région Auvergne-Rhône-Alpes (France).
Une maison à échauguette est une maison disposant d'une échauguette, qui est un petit ouvrage d'un château-fort médiéval, en bois ou en maçonnerie couronnant le décrochement d’un mur de fortification ou les coins d’une tour carrée et permettant de surveiller les abords.

## Description
Maison conservant une porte dont le linteau date de l'époque Renaissance porte une inscription « L'homme de ses péchés est plus accablé / Que moi de ma tour je suis chargé ». À l'angle, subsiste un cul-de-lampe d'une ancienne échauguette.

## Historique
La maison est inscrite partiellement au titre des monuments historiques par arrêté du 9 décembre 1929.